# ジョグダイヤル

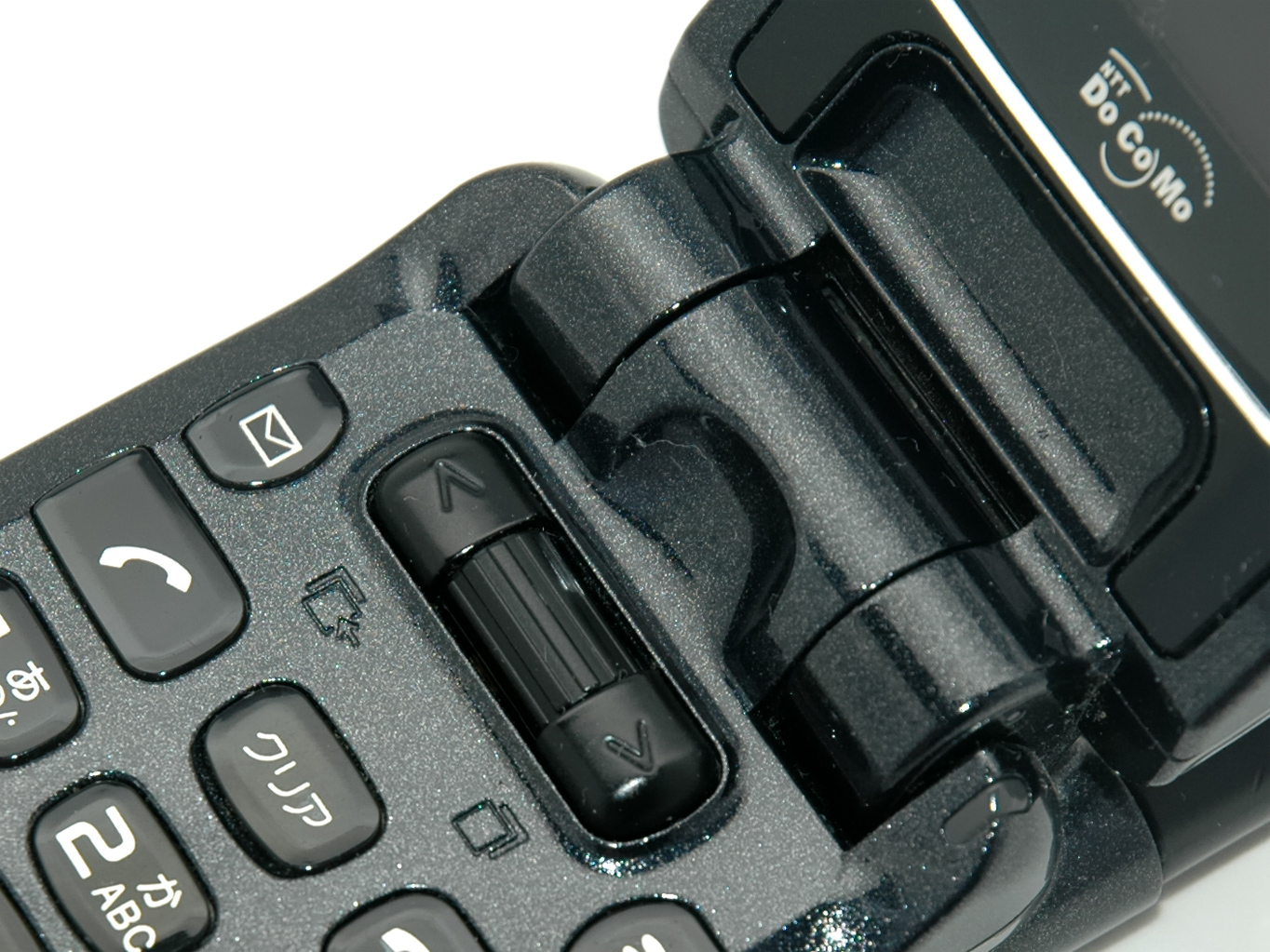
携帯電話のジョグダイヤル

ジョグダイヤルとは、ソニー・エリクソン・モバイルコミュニケーションズ（現：ソニーモバイルコミュニケーションズ）が製造している携帯電話や、ソニーが製造しているAV機器などに搭載される、回転型セレクターである。

## 概要
方向キー型セレクターとは違い、指で上下にクルクルと回してカーソルを移動させ（ただし縦方向のみ。横方向はキーを押す）、決定等の操作はジョグを押すという独特の操作体系になっている。ジョグダイヤル対応製品のCM等では「クルクルピッピ」と比喩されていた。
他社にはない独特の操作系統でファンも多いが、その独特さゆえに一部顧客から敬遠され、また携帯電話についての搭載は省スペース化や大画面化に不向きな形状であること、ゲームに不向きな操作体系であること、まれに誤作動が起こること、駆動負荷による故障等の要因が重なり、携帯電話・AV機器共に採用機種が減少していったが、2007年に＋JOG（プラスジョグ）として約2年ぶりに携帯電話に復活した。
携帯電話の他に、ソニー製のパソコン、PDA、電子辞書、ウォークマン、ミニコンポ、AVアンプやカーナビにも採用されている。

## 家庭用AV機器のジョグダイヤルの歴史
初めて「ジョグダイヤル」と呼ばれる機構が付いたのは1985年、ベータマックス方式のビデオデッキであるSL-HF900。本体右側に円形のジョグダイヤルがあり、さらにその内側のふたを開けると、外側のジョグダイヤルと連携して駆動するジョグダイヤルがあるという、非常に凝った機構だった。ジョグダイヤルを回しやすいように、指を添える1センチほどの穴があいていた。この穴はその後出てきたビデオ（他社含む）のジョグダイヤルにほぼ全てといっていいほど付けられている。利用目的はビデオ映像の俊敏かつ自由自在な正逆コマ送りと、円滑なタイマー予約。ジョグダイヤルの外側には、回転させる角度で正逆のスピードを自在にコントロールする機構「シャトルリング」が存在した。元々これらの機能は業務用、放送用機器に備えられていた機能を持ち込んだものであった。
その後、ソニーをはじめとし、パナソニック(旧:松下電器)、日本ビクター、シャープ、三菱電機、東芝などが高級機と呼ばれるデッキに次々と採用した。デッキ本体だけではなくリモコンにも同様の機能を備えた機種を出すなど、一時期のビデオデッキではジョグダイヤル（及びシャトルリング）がついていることが機能面での優位性を誇っていた。
その後はジョグダイヤルという言葉自体が廃れ始め、しばらくはなりを潜めていたが、ソニーだけが様々な機器の便利機能としてジョグダイヤルを盛り込んでいた。2004年頃はDIGAのリモコンにもジョグシャトルが付いた。
センタージョグは、携帯電話よりも先にブラウン管カラーテレビ「トリニトロン」のキララバッソに付属していたふしぎリモコンやカーオーディオに使用されていたが、センタージョグではなく「ローラー」、「ジョグローラー」と呼ばれていた。

## 携帯電話の搭載機種

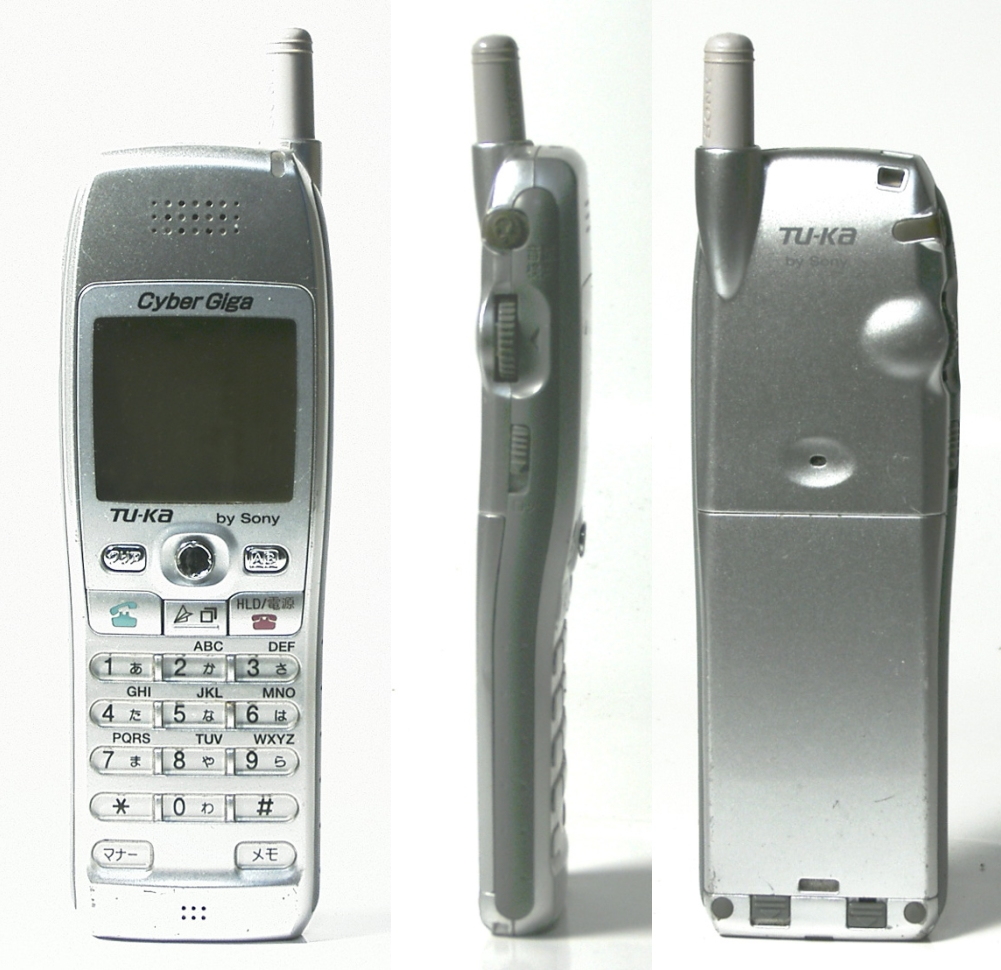
サイドジョグダイヤル搭載のツーカー向け製品 TH291(1999年)

### サイドジョグ
側面にジョグダイヤルがあるもの。SO207、C305S、TH291にはダイヤルを押し込むだけでなく倒すことのできる3Dジョグを搭載している。
- NTTドコモ
  - SO101、SO201、SO206、SO207
- au（旧IDO・セルラー）
  - 527G、534G、C101S、C305S
- J-PHONE
  - J-SY01
- Tu-Ka
  - TH251、TH261、TH271、TH281、TH291

### センタージョグ

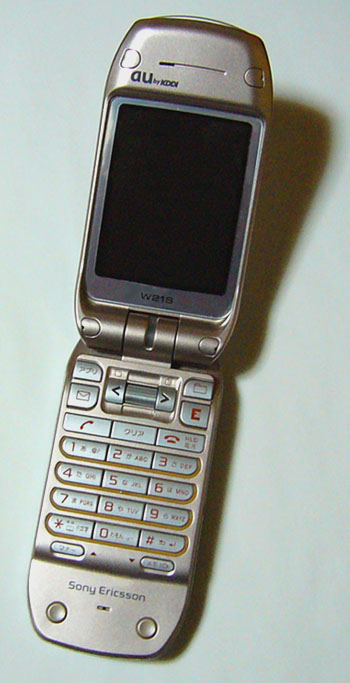
センタージョグ搭載の携帯電話（W21S）

十字キーの上下方向の操作部分をジョグダイヤルに置き換えたもの。SO211iとC1002以前の機種はプラスチック製だが、経年機の故障頻発のためそれらより後の機種では金属製に変更となった。
- NTTドコモ
  - SO502i、SO502iWM、SO503i、SO210i、SO503iS、SO211i、SO504i、SO212i、SO505i
- au
  - 705G(IDO)/D306S(DDIセルラー)、C404S、C406S、C413S、C1002S、A3014S、A1101S、A1301S、A5402S、A5404S、A1402S、W21S、A1404S、A1404SⅡ

### ディスクジョグ
小型で円形の十字キーにそって配した円盤形のジョグダイヤル。ちなみに、三菱製端末D902iS以降に搭載されている｢スピードセレクター｣はこのジョグの発展系といえる。
- NTTドコモ
  - SO505iS、SO506iC

### ＋JOG（プラスジョグ）

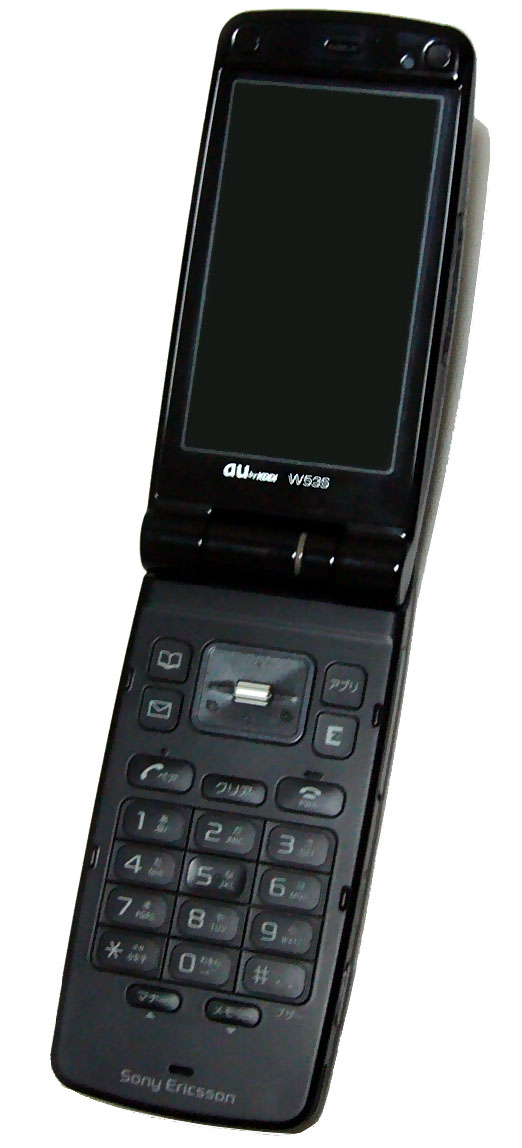
+JOG搭載の携帯電話 (W53S)

十字キーの内側にある決定キーにジョグ機能を持たせたもの。従来のジョグ機能の欠点であった操作体系やサイズを、十字キーにジョグを組み込ませることで解決した。決定キーのサイズであるがゆえに歴代のものより小型である。非接点JOG構造により故障しにくくなっている。
- NTTドコモ
  - SO905i、SO905iCS
- au
  - W53S